# Gurktalalperna

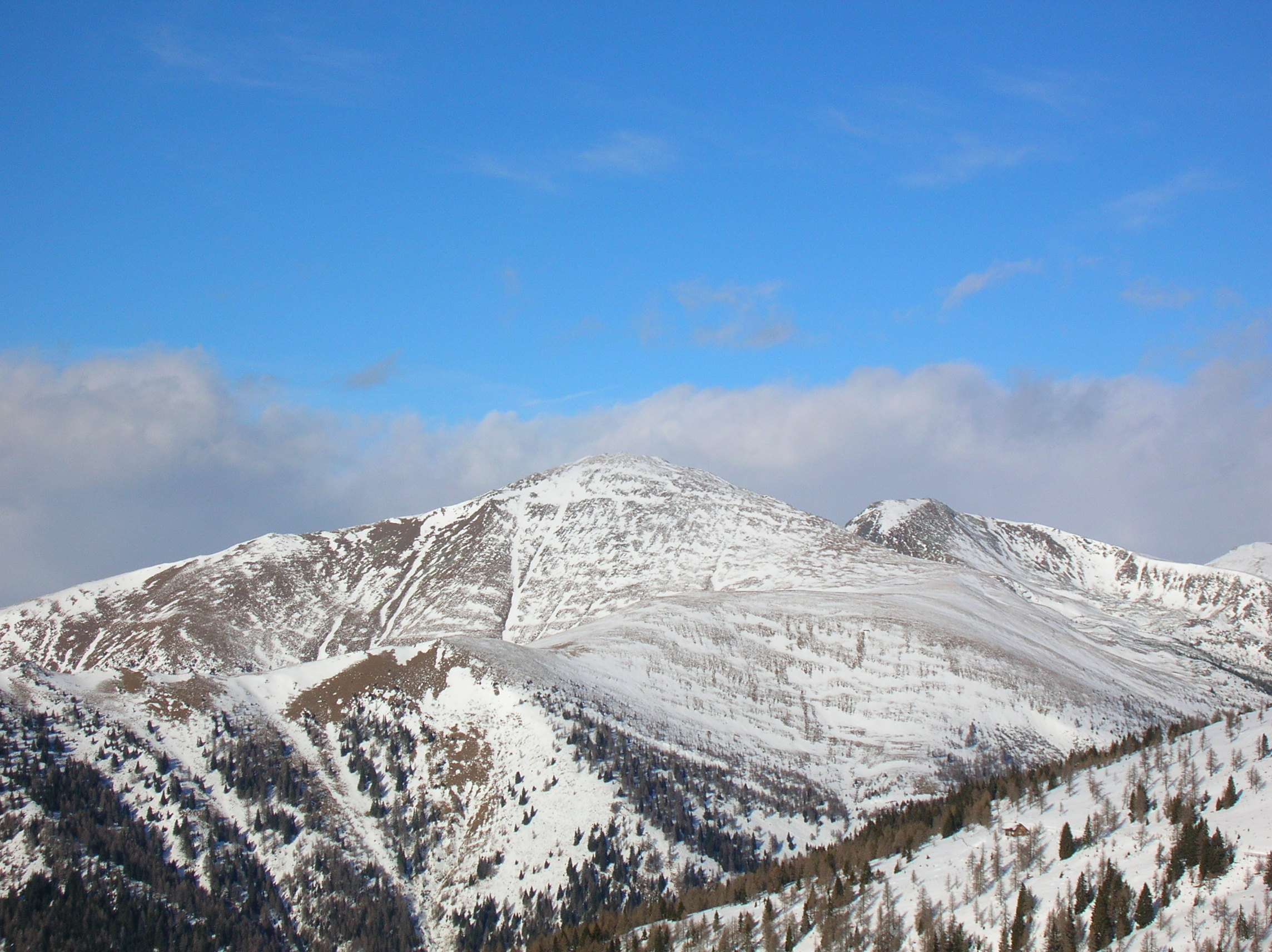
Großer Rosennock, 2440 m

Gurktalalperna är en bergskedja i det österrikiska förbundslandet Kärnten som ingår i Alperna. Huvuddelen utgörs av bergsområdet Nockberge, som ska bli nationalpark. Gurktalalpernas högsta bergstopp är Eisenhut, 2441 m ö.h.
Under medeltiden och fram till 1800-talet fanns järn- och silvergruvor i området. Idag bryts det fortfarande magnesit vid Radenthein. Senare blev turismen allt mer betydelsefull.